# Valle Antigorio-Formazza

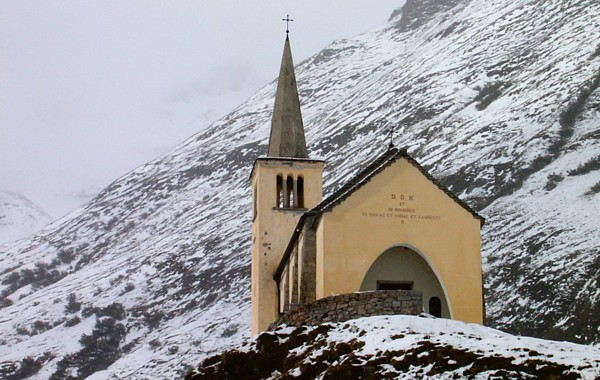
Riale

Het bovenste deel van het dal dat gevormd wordt door de rivier Toce heeft twee namen. Het noordelijke deel heet Val Formazza het zuidelijke Valle Antigorio. De voornaamste reden van deze verdeling is het cultuurverschil. In het Val Formazza heerst de Walser cultuur, hier wordt dan ook geen Italiaans maar Duits gesproken. De inwoners noemen hun dal Pomatt Tal. Beide dalen zijn bereikbaar vanuit het Val d'Ossola dat eveneens gevormd wordt door de Toce. 

## Bezienswaardigheden
In het Valle Antigorio ligt het plaatsje Crodo. Dit kleine kuuroord is wereldwijd bekend vanwege het aperitief Crodino dat bereid wordt met water uit de bronnen van deze plaats. In de nabijheid van Crodo heeft de Toce diepe kloven in het landschap uitgesneden, de zogenaamde Orridi. De grens tussen het Valle Antigorio en Valle Formazza wordt niet ongemerkt overschreden. Na het gehucht Foppiano volgt een daldrempel van enkele honderden meters. Het Val Formazza is veel meer op het toerisme ingesteld dan het Val Antigorio en telt veel hotels en campings. 's Winters kan er in de plaats Formazza geskied worden. 
De belangrijkste bezienswaardigheden van het dal liggen nog hoger in het dal. Zes kilometer voorbij Formazza ligt de enorme waterval La Frua die een val van 145 meter maakt. Behalve de hoogte is ook de breedte van ruim 60 meter indrukwekkend. Voorbij de waterval is men in het hooggebergte aangekomen. Hier ligt alleen nog het gehucht Riale. In het gebergte liggen hier enkele grote stuwmeren die geëxploiteerd worden door het energiebedrijf AEM uit Milaan. Vanuit Riale is via een ongeasfalteerde weg de historische San Giacomopas te bereiken op de grens met Zwitserland.

## Geschiedenis
In de Middeleeuwen werd de Pormatt door de Walser vanaf de rivieren bevolkt en daarmee Duitstalig. Talrijke Duitse voornamen herinneren tegenwoordig nog aan deze bevolking. Het Eschental werd tweemaal door het Oude Eedgenootschap bezet die er een gemeine Herrschaft van maakten. Het Oude Eedgenootschap moest het Eschental in 1515 na de Slag bij Marignano aan het Koninkrijk Frankrijk bestuurde Hertogdom Milaan overdragen.
In 1992 bouwde men de tummel Galleria delle Casse tussen Foppiano (Valle Antigorio) en Fondovalle (Valle Formazza / Pomatt Tal). Deze tunnel moet de pas met smalle haarspeldbochten vervangen zodat het verkeer regelmatiger door het dal kan rijden.

## Belangrijkste plaatsen
- Crodo (1490 inw)
- Formazza (448 inw.)

## Hoogste bergtoppen
- Blinnenhorn (3374 m)
- Monte Basòdino (3273 m)
- Pizzo di Arbola (3235 m)